# Дворец Либена — Аушпица
Дворец Либена — Аушпица (нем. Palais Lieben-Auspitz) — дворец во Внутреннем Городе в Вене, известен расположившимся в нём на первом этаже кафе «Ландтман». Во дворце Либена — Аушпица также находился легендарный литературный салон Берты Цукеркандль-Шепс. Входит в число так называемых дворцов на Рингштрассе.
Дворец в эклектичном стиле по проекту архитекторов Карла Шумана и Людвига Тишлера был построен в 1873—1874 годах для представителей семейства Либен, братьев и сестёр Леопольда, Адольфа, Елены, Рихарда и Иды при участии их кузена и супруга Елены, экономиста Рудольфа Ауспица.
В 1888 году на втором этаже в апартаментах в стиле рококо поселился Леопольд Либен, отец физика Роберта фон Либена. В здании также проживала дочь Леопольда Либена Валерия с супругом, врачом Иоганном Паулем Карплусом. Их проживающий в США внук Мартин Карплус в 2013 году удостоился Нобелевской премии по химии.